# Damián Musto
Damian Marcelo Musto (Casilda, 9 giugno 1987) è un calciatore argentino con passaporto italiano, centrocampista dell'Alumni (C).

## Caratteristiche tecniche
È un centrocampista difensivo che può giocare anche sulla destra.

## Carriera
Damián Musto inizia a giocare nel Quilmes, dove resta 3 anni.
Nel 2008 passa all'Atl. Tucumán.
Nell'estate 2010 viene acquistato dallo Spezia in Lega Pro Prima Divisione.
Dopo una stagione ritorna in Argentina con la maglia dell'Olimpo.

## Palmarès

### Club

#### Competizioni nazionali
- Campionato uruguaiano: 1

Peñarol: 2021